# Karl Konrad Achenbach
Karl Konrad Achenbach, auch Carl Conrad Achenbach (* 26. August 1655 in Kreuznach; † 21. März 1720 in Berlin) war ein deutscher evangelisch-reformierter Geistlicher, Theologe und Hochschullehrer.

## Leben
Karl Konrad Achenbach entstammte einer Wittgensteiner Familie und wurde als Sohn des Kreuznacher reformierten Pfarrers und Inspektors (Superintendenten) Johann Achenbach (1624–1674) und seiner Frau Anna Margaretha Culmann (1628–1675) geboren. Nach dem Besuch der Reformierten Gymnasien in Kreuznach und Heidelberg studierte er 1674 Theologie in Groningen, 1675 in Utrecht und Marburg, 1677 in Heidelberg und wurde zunächst Hofprediger der Pfalzgräfinwitwe von Simmern, Marie von Oranien-Nassau. 1681 erhielt er eine Anstellung als Diakon in seiner Heimatstadt Kreuznach, 1684 in Heidelberg, wo er zugleich als Schlosskaplan (Zweiter Hofprediger) amtierte. 1685 wurde er Pfarrer an der Heidelberger Klosterkirche und Hofprediger von Charlotte von Hessen-Kassel, der Mutter des Kurfürsten Karl II. von der Pfalz, im Englischen Haus, 1689 Pfarrer an der Heiliggeistkirche. Bei der Plünderung und Zerstörung Heidelbergs im Pfälzischen Erbfolgekrieg wurde Achenbach zusammen mit Johann Friedrich Mieg, Bürgermeister Peter Noot und acht weiteren Honoratioren der Stadt von den Franzosen im März 1693 nach Straßburg verschleppt, nach Zahlung eines von den Schweizer Kantonen gesammelten Lösegelds jedoch wieder freigelassen. Am 22. April 1693 wurde er zum Kirchenrat ernannt und in die Freie Reichsstadt Frankfurt am Main geschickt, wo Johann Ludwig Fabricius (1632–1696) eine Rumpfverwaltung von kurpfälzischem Kirchenrat und Heidelberger Universität im Exil organisiert hatte. Achenbach war 1694 das einzige verbliebene Mitglied der reformierten Kirchenbehörde unter dem katholischen Kurfürsten Johann Wilhelm von der Pfalz, der in Düsseldorf residierte. 1696 wurde er in Frankfurt am Main als Nachfolger von Fabricius nominell Professor für Altes und Neues Testament, 1699 in Weinheim Rektor der Universität Heidelberg.
1700 folgte er einem Ruf des Königs Friedrich I. in Preußen als Hof- und Domprediger an die reformierte Kirche nach Halle (Saale). Er war dort auch Professor der Theologie an der Universität Halle und Konsistorialrat. In Halle freundete er sich mit dem Juristen Christian Thomasius an, einem der bedeutendsten Vertreter der deutschen Frühaufklärung.
Schon 1702 wechselte Achenbach als Hofprediger nach Berlin, wo er 1704 zunächst in der Breiten Straße in „Meyers Hause“ wohnte. Achenbach hatte großen Einfluss auf die brandenburgisch-preußische Kirchen- und Außenpolitik. Er stand dem Kronprinzen Friedrich Wilhelm I. nahe und war ein enger Mitarbeiter des Geheimrats Heinrich Rüdiger von Ilgen in Religionsfragen.
Nach dem Frieden von Rijswijk versuchte Kurfürst Johann Wilhelm von der Pfalz, die Stellung der katholischen Kirche in seinem Herrschaftsbereich gegenüber dem Stand von 1648 bzw. des Normaljahres 1624 auszuweiten. König Friedrich Wilhelm I. in Preußen wies daraufhin seine Regierungen in Halberstadt, Magdeburg und Minden an, die dortigen katholischen Güter, Gefälle und Renten genauso wie die der Reformierten in der Kurpfalz zu behandeln. Bewusst wurde der ehemalige pfälzische Kirchenrat Karl Konrad Achenbach im Juli 1705 in eine preußische Administrationscommission zur Umsetzung dieser Maßnahmen berufen. Dieser Druck bewirkte ein Einlenken der Kurpfalz; mit der Kurpfälzischen Religionsdeklaration kam ein Vergleich über das Religionswesen mit Garantie der Gewissensfreiheit und Aufhebung der neu errichteten Simultaneen zu Stande. Als sich 1708 die lutherischen Heidelberger Kirchenräte Johann Philipp Schlosser (1654–1732) und Georg Debus (1649–1722) sowie zahlreiche lutherische Pfarrer in der Kurpfalz beim Direktorium des Corpus Evangelicorum über vermeintliche Eingriffe der Reformierten in ihre Rechte beschwerten, reagierte Karl Konrad Achenbach mit einer scharfen Gegenschrift.
1710 wurde Achenbach in die Kurfürstlich Brandenburgische Societät der Wissenschaften berufen. Auf die Empfehlung Achenbachs hin veranlasste Friedrich I. den Druck des umstrittenen antijudaistischen Werkes Entdecktes Judenthum von Johann Andreas Eisenmenger, der ein naher Verwandter Achenbachs gewesen sein soll.
Achenbach begleitete König Friedrich I. am Sterbebett und hielt bei Regierungsantritt von Friedrich Wilhelm I. 1713 die Huldigungs-Predigt vor den Ständen der Mark Brandenburg in Cölln. Der König selbst hatte dazu den Psalmvers 101,6  als Motto gewählt. Bei dieser Erbhuldigungs-Feier wurde der eigentlich zuständige reformierte Bischof am Dom Benjamin Ursinus von Baer übergangen. Bei dem von Marquard Ludwig von Printzen angefertigten Entwurf der Kirchen- und Kirchendirektoriumsordnung setzte sich Achenbach, der dem neu errichteten Reformierten Oberkirchendirektorium angehören sollte, 1713 mit seinen Änderungsvorschlägen weitgehend durch. 1713 unterstützten die Konsistorialräte Achenbach und Georg Friedrich Schnaderbach Christian Thomasius mit einem Gutachten, als dieser wegen seiner Disputationsthesen De concubinatu über die sogenannte Kebsehe und das Konkubinat von der Theologischen Fakultät Halle angegriffen wurde. Je mehr der neue König Friedrich Wilhelm I. unter den Einfluss des Halleschen Pietismus geriet (ab 1711), sank allerdings der Einfluss Achenbachs. Bei der Einweihung der Charlottenburger Stadtkirche (Luisenkirche) 1716, die als Simultankirche konzipiert war, wies der König seinen Hofprediger Achenbach ab und ließ die Einweihungspredigt von dem lutherischen Propst Michael Roloff (1684–1748) halten.
1718 führten der General-Fiscal Wilhelm Durham of Grange (1658–1735), Kirchenrat Achenbach sowie die Pröpste Johann Gustav Reinbeck und Lambert Gedicke auf Anordnung des Königs Friedrich Wilhelm I. eine Untersuchung gegen eine Gruppe exstatischer Pietisten (sogenannte „Inspirierte“) durch, die schließlich aus Berlin ausgewiesen wurde.
Die Leichenpredigt für Achenbach über Psalm 119,92  hielt der Königlich Preußische Hofprediger Heinrich August Steinberg (1668–1749) im Ersten Berliner Dom. Dietrich Siegfried Clässen, der Rektor des Friedrich-Werderischen Gymnasiums, veröffentlichte eine Trauer- und Leichen-Rede über Off 1,16 . Achenbachs umfangreiche Bibliothek wurde 1728 in seinem ehemaligen Wohnhaus versteigert, das in der Heiliggeiststraße in der Nähe des Joachimsthalschen Gymnasiums lag.

## Leichenpredigten
Neben anderen Veröffentlichungen sind zahlreiche Leichenpredigten bezeugt und größtenteils erhalten, die von Karl Konrad Achenbach in Heidelberg, Halle und Berlin gehalten wurden und anschließend gedruckt worden sind, und zwar für:
Eva Elisabetha Schorr von Hassel (1647–1685), seit 1678 verheiratet mit dem kurpfälzischen Kammerdiener (Hofbarbier) und Oberfeldscher (Chirurg; Wundarzt) des Leibregiments zu Fuß Johann Adam Braun;
Joachim Camerarius (1603–1687), Sohn von Ludwig Camerarius;
Johannes de Spina;
Dorothee Elisabeth Placentin († 1700), seit 1691 verheiratet mit Johann Caspar Pfeiffer;
Ursula Sybilla Mieg (1671–1701), Tochter von Carl Ludwig Mieg (1633–1684) und Enkelin von Johann Georg Reinhard, verheiratet mit dem Magdeburger Kammerrat Karl Adolf von Huss;
Sophia Magdalena Brömbse (1660–1702), verheiratet mit Nikolaus Bartholomäus Michael von Danckelman;
Susanna (von) Stosch (1681–1703), Tochter des Hof- und Kammergerichtsrates Johann Christoph (von) Stosch (1647–1697), verheiratet mit dem Brandenburg-Schwedter Hofrat Friedrich Wilhelm (von) Vorstius (* um 1663/65), einem Sohn von Johannes Vorstius;
Sophia Elisabeth Sander († 1703), Ehefrau des sächsischen Obristleutnants Joachim Christoph Nehmitz († nach 1707); Eva von Wrechen (1669–1705), verheiratet mit dem Generalleutnant und Gouverneur von Spandau Johann Georg von Tettau;
Joachim Schultheiß von Unfried († 1705), Hof-, Kammergerichts- und Schulrat, Vater des Architekten Joachim Ludwig Schultheiß von Unfriedt;
Daniel Ludolf von Danckelman;
Katharina Elisabeth Chwałkowska (1700–1712), Tochter des Amtskammerpräsidenten Samuel von Chwałkowo-Chwałkowsky († 1705) und Verlobte des Ernst Christoph von Manteuffel;
Juliana Elisabeth Lincker († 1714), eine Nachfahrin des Marburger Bürgermeisters Daniel Lyncker (1504–1587), verheiratet mit Hofprediger Heinrich August Steinberg.

## Familie
Karl Konrad Achenbach heiratete 1683 in Kreuznach Maria Margaretha Weidner († 1732), Tochter von Johann Wilhelm Weydner (Weidtner) (* um 1625/30; † 1699/1711) aus Duisburg, pfalz-simmerischer Truchsess zu Kreuznach, und Maria Agnes Patrick († 1685) aus der Landschreiberfamilie Patrick aus Trarbach, einer Tochter von Hans Adam Patrick (1582–1626). Das Paar hatte acht Kinder, von denen 1720 noch drei Töchter und ein Sohn lebten:
1. Maria Juliana Achenbach (* 1684; † nach 1733), ⚭ 1709 Andreas Forsell († um 1731), seit 1715 Kammergerichtsrat und Protonotarius am Kammergericht in Cölln.[32] Wahrscheinlich ist er identisch mit Andreas Forsell Livonus aus Oberpahlen (Põltsamaa) in Livland, Sohn des Propstes Anders Forselius (1652–1678) und der Hedvig Agneta Dehn, immatrikuliert 1690 in Dorpat, 1691, 1695 in Kiel und 1696 in Königsberg, 1701 Anwalt am schwedischen Hofgericht in Riga,[33] 1706 Verteidiger des Generalleutnants Otto Arnold von Paykull († hingerichtet 1707) vor dem Svea hovrätt in Stockholm; Riga wurde 1709/10 von Russland belagert und erobert,
2. Philipp Heinrich Achenbach (* 1685; † um 1719), 1716 preußischer Hofrat am Kammergericht,[32] 1717 bis 1719 Erster Schulrat in Berlin,
3. Anna Charlotta Achenbach (* 1687; † nach 1733), ⚭ 1706 Daniel Burchard (Burchardi) (* vor 1688, † 1720), 1713 bis 1718 Königlich Preußischer Resident in Hamburg, 1718 bis 1720 Gesandter in Wien,[34] dort gestorben, Sohn des königlich preußischen Hof- und Legationsrats Daniel Burchardt,
  1. Karl Friedrich Burchardt (* um 1707/08; † nach 1733), königlich preußischer Auditeur,
4. Johann Karl Achenbach (1688–1731), 1706 immatrikuliert als Heidelbergensis Palatinus in Frankfurt an der Oder, 1729 Sekretär des Kirchendirektoriums zu Berlin,
5. Christoph Ludwig Achenbach (* 1691; † jung),
6. Ludwig Abraham Achenbach (* um 1693; † 1713),[35] 1706 immatrikuliert als Francofurtensis ad Moenum in Frankfurt an der Oder,
7. Sophia Elisabeth Achenbach (* 1703; † nach 1733),
8. Anna Charlotta Achenbach (* 1706; † jung).

## Wappen
Blasonierung: In Silber ein blauer, schräg-links verlaufender Wellenbalken, oben von 2 Sternen (Rosen?) begleitet.